# Finn Porath
Finn Dominik Porath (* 23. Februar 1997 in Eutin) ist ein deutscher Fußballspieler, der bei Holstein Kiel unter Vertrag steht.

## Karriere

### Vereine

#### Anfänge und erster Profivertrag
Porath begann in Mecklenburg-Vorpommern im Lüdersdorfer Ortsteil Herrnburg bei Sport und Freizeit Herrnburg mit dem Fußballspielen. In der Saison 2009/10 spielte er im angrenzenden Lübeck in der Jugendabteilung des VfB Lübeck. Zur Saison 2010/11 folgte der Wechsel in das Nachwuchsleistungszentrum des Hamburger SV, bei dem er in seinem ersten Jahr bei den C2-Junioren (U14) spielte. Porath durchlief fortan alle Jugendmannschaften und spielte in den Spielzeiten 2012/13 sowie 2013/14 unter den Cheftrainern Torsten Fröhling und Thorsten Judt mit den B1-Junioren (U17) in der B-Junioren-Bundesliga. In der Saison 2013/14 absolvierte der 16-Jährige aber nur noch 6 Spiele in der U17, in denen er 4 Tore erzielte, und rückte schon früh in der Spielzeit zu den A-Junioren (U19) auf. Dort spielte Porath unter Otto Addo 18-mal stets in der Startelf in der A-Junioren-Bundesliga und erzielte 2 Tore. In der Saison 2014/15 spielte er dann regulär als jüngerer Jahrgang in der U19 und war erneut Stammspieler.
Zur Saison 2015/16 rückte der 18-Jährige in den Profikader von Bruno Labbadia auf und erhielt seinen ersten Profivertrag. Zudem war er in dieser Spielzeit letztmals für die U19 spielberechtigt und sollte auch Spielpraxis in der zweiten Mannschaft in der viertklassigen Regionalliga Nord sammeln. Nachdem Porath einen im April 2015 erlittenen Knöchelbruch im rechten Fuß auskuriert hatte, spielte er zunächst einige Spiele mit der U19. Im Oktober 2015 zog er sich einen Schlüsselbeinbruch zu und fiel rund zwei Monate aus. Er zeigte im Wintertrainingslager in Belek gute Leistungen und stand bei der 1:2-Niederlage beim Rückrundenauftaktspiel am 22. Januar 2016 gegen den FC Bayern München erstmals im Spieltagskader. Er kam jedoch bis Saisonende nicht zum Einsatz. Stattdessen kam Porath auf 7 Einsätze in der U19 und einen Einsatz bei der zweiten Mannschaft.
Auch in der Saison 2016/17 gehörte Porath zum Profikader. Im September 2016 verlängerte er seinen Vertrag bis zum 30. Juni 2020. Unter dem neuen Cheftrainer Markus Gisdol debütierte der 19-Jährige am 20. November 2016 in der Bundesliga, als er beim 2:2-Unentschieden bei der TSG 1899 Hoffenheim wenige Sekunden vor dem Schlusspfiff eingewechselt wurde. Im Dezember 2016 zog sich der Mittelfeldspieler eine Knieprellung zu und fiel kurzzeitig aus. Im Februar 2017 folgte eine Bänderverletzung, die ihn rund 2 Wochen außer Gefecht setzte. Über den weiteren Saisonverlauf erhielt Porath keine Einsatzzeiten mehr in der Profimannschaft, die sich im Abstiegskampf befand und erst am letzten Spieltag den Klassenerhalt sichern konnte. Porath spielte stattdessen 22-mal (immer in der Startelf) in der Regionalliga und erzielte 2 Tore.

#### Auf Leihbasis in der 3. Liga
Nachdem Porath zum Beginn der neuen Saison 2-mal in der Regionalliga (ein Tor) zum Einsatz gekommen war, wechselte er Ende August 2017 am letzten Tag der Transferperiode für 2 Jahre auf Leihbasis zum Drittliga-Aufsteiger SpVgg Unterhaching. In der Saison 2017/18 erzielte Porath unter dem Cheftrainer Claus Schromm in 31 Ligaeinsätzen (21-mal von Beginn) 5 Tore.
In der Sommerpause 2018 stand die Frage im Raum, ob der in die 2. Bundesliga abgestiegene HSV Porath in seinen Kader zurückholt. In einer Ende August 2018 auf YouTube veröffentlichten Dokumentation über Porath von STRG F äußerte sein Berater, dass sich der HSV durch seine Untätigkeit klar positioniert habe und es nicht glaubwürdig sei, wenn der Verein nun behaupten würde, mit dem 21-Jährigen in Zukunft zusammenarbeiten zu wollen. In der Saison 2018/19 folgten 29 Drittligaeinsätze (17-mal von Beginn) mit einem Torerfolg.

#### Holstein Kiel
Nachdem der neue HSV-Cheftrainer Dieter Hecking Porath in der Sommerpause mitgeteilt hatte, dass er nicht mit ihm im Profikader plane, wechselte er zur Saison 2019/20 zum norddeutschen Rivalen Holstein Kiel, bei dem er einen bis zum 30. Juni 2021 laufenden Vertrag erhielt. Unter André Schubert kam Porath am ersten Spieltag in der Startelf zum Einsatz, wurde jedoch in der Halbzeit ausgewechselt und anschließend nicht mehr berücksichtigt. Als vor dem 7. Spieltag Ole Werner neuer Cheftrainer wurde, fiel Porath mit einem Muskelfaserriss aus. Unter Werner kam er ab dem 10. Spieltag bis zur Winterpause noch auf 4 Einwechslungen. Im Laufe der Rückrunde wurde Porath häufiger eingesetzt, auch in der Startelf, und erzielte 2 Tore. Insgesamt kam er in seiner ersten Kieler Spielzeit auf 19 Zweitligaeinsätze (9-mal von Beginn).
Vor der Saison 2020/21 verlängerte Porath seinen Vertrag bis zum 30. Juni 2023. Er kam auf 33 Zweitligaeinsätze, stand jedoch nur 5-mal in der Startelf. Die Kieler erreichten den 3. Platz und trafen in der Relegation auf den 1. FC Köln. Porath wurde dabei in beiden Spielen, in denen Holstein Kiel in Summe unterlag, eingewechselt. Zudem wurde er 5-mal im DFB-Pokal eingesetzt, auch beim Sieg gegen den FC Bayern München und beim Halbfinal-Aus gegen Borussia Dortmund.
In den Saisons 21/22 und 22/23 blieb Porath überwiegend in der Rolle des Einwechselspielers. Der offensive Mittelfeldspieler konnte sich durch saisonübergreifend 5 Tore in 60 Einsätzen, nicht für einen Stammplatz empfehlen. 
Im Februar 2023 wurde sein Vertrag bis 2026 verlängert.
Am Ende der Saison 2023/2024 stieg Porath mit Kiel in die erste Bundesliga auf. Sein erstes Bundesligator gelang ihm am 1. Februar 2025 beim Auswärtsspiel gegen den FC Bayern München.
Am Ende der Saison stieg Kiel ab. Insgesamt erzielte Porath in 31 Einsätzen 2 Tore und 2 Torvorlagen.

### Nationalmannschaft
Porath spielte von September 2012 bis Juni 2013 neunmal für die U16-Auswahl des DFB, in denen er drei Tore erzielte. Von November 2013 bis Mai 2014 spielte er für die U17-Auswahl. Mit ihr nahm er an der U17-Europameisterschaft 2014 auf Malta teil, bei der er in allen drei Spielen zum Einsatz kam. In insgesamt zwölf Spielen für die U17 erzielte er ein Tor.

## Erfolge
- Aufstieg in die Bundesliga: 2024

## Sonstiges
Porath schloss im Sommer 2015 die Schule mit dem Fachabitur ab und absolvierte anschließend ein einjähriges Praktikum in der Geschäftsstelle des Hamburger SV.

## Filme
- Bundesliga brutal – So hart ist der Weg nach oben. Dokumentation über Finn Porath, STRG F (funk), 28. August 2018